# Угуису-но-фун

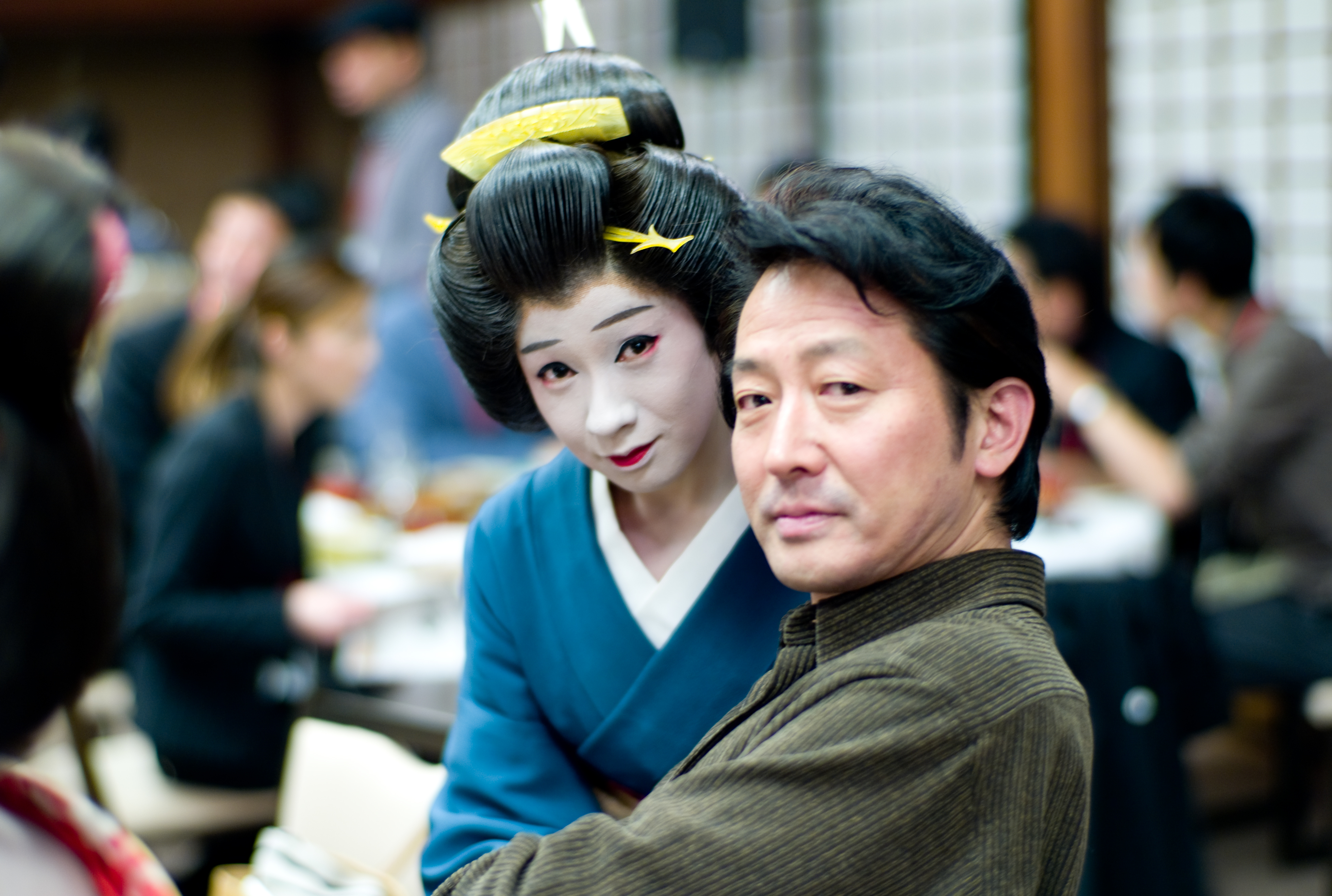
Гейши с давних времён использовали угуису-но-фун для снятия макияжа и заботы о коже

Угуису-но-фун (яп. 鶯の糞, буквально «экскременты камышовки») — традиционный японский косметический продукт, изготавливаемый из экскрементов камышовки («угуису»). В Японию «угуису-но-фун» привезены из Кореи, они использовались в масках для лица с древних времён. В XX веке этот продукт пришёл и в Западный мир. Распространены утверждения о том, что угуису-но-фун отбеливает кожу, выравнивает её цвет, а также борется с гиперпигментацией.

## История

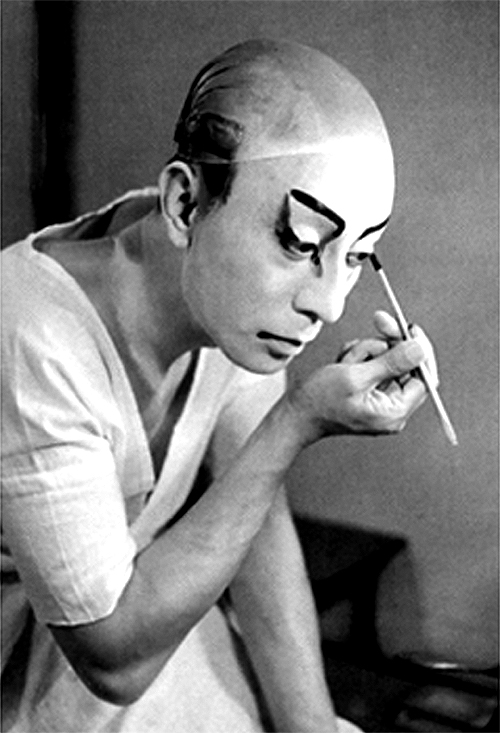
Актёр кабуки Итикава Дандзюро XI наносит макияж

Использование экскрементов птиц началось в период Хэйан (794—1185), первыми это стали делать корейцы, затем технология была привезена в Японию. В Корее птичьим помётом с тканей удаляли красители, что позволяло делать сложные рисунки на одежде. Японцы начали использовать птичьи фекалии для удаления пятен с шёлковых одежд, а затем, в период Эдо (1603—1868) началось использование угуису-но-фун в качестве косметического средства. Некоторые источники сообщают об использовании японками угуису-но-фун и рисовых отрубей в попытке отбеливания кожи ещё в третьем веке. Гейши и актёры кабуки наносят на лицо толстый слой макияжа, который раньше содержал цинк и свинец, приводившие к болезням кожи. Угуису-но-фун помогал смыть макияж. Кроме них, угуису-но-фун традиционно использовали буддийские монахи: они очищали этим продуктом кожу на своих бритых головах.
Одно из первых современных упоминаний угуису-но-фун принадлежит Дзюнъитиро Танидзаки, в 1933 году опубликовавшем роман «Сюнкин-сё» («портрет госпожи Сюнкин»); действие происходит в период Мэйдзи (1868—1912).
Увеличение популярности угуису-но-фун в Японии может быть вызвано всплеском интереса к традиционной культуре страны.

## Изготовление

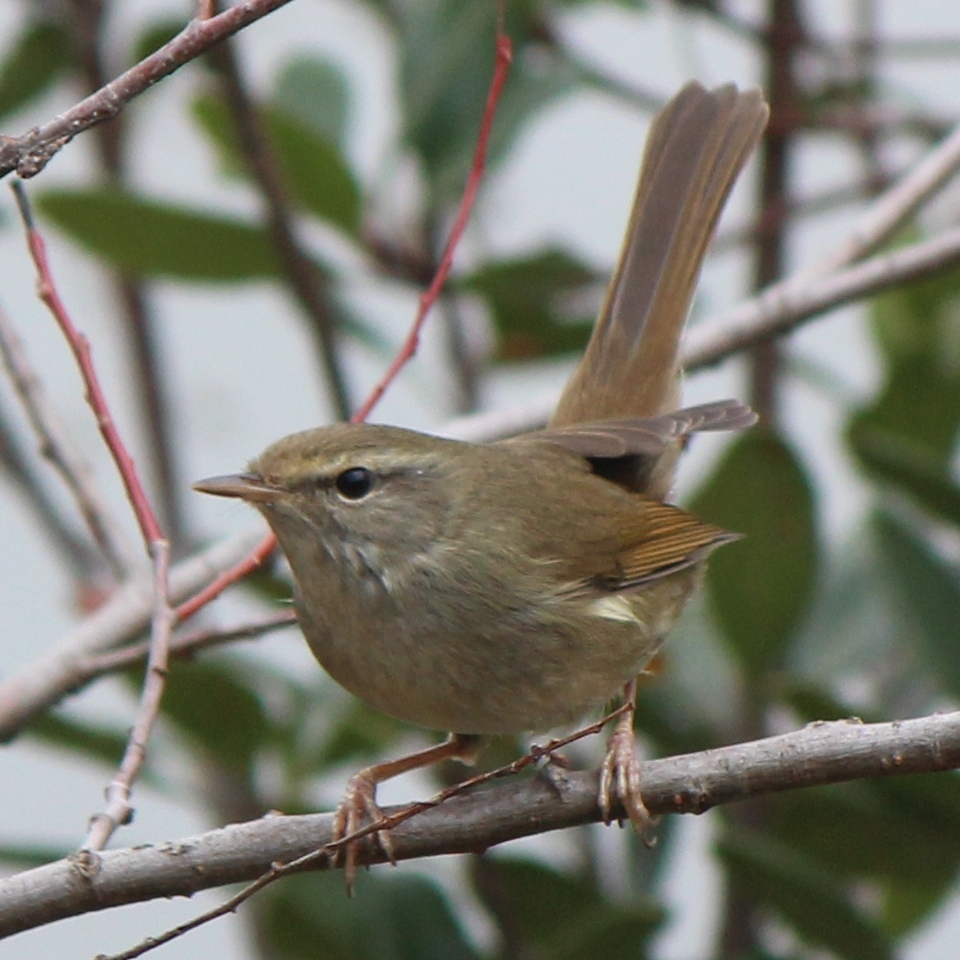
Японская короткокрылая камышовка

Птичий помёт собирают на особых фермах в Японии. Камышовки на фермах питаются «органическими» семенами (в дикой природе эти птицы поедают ягоды и насекомых), некоторых кормят гусеницами со сливовых деревьев. Помёт соскребают с пола клетки, стерилизуют ультрафиолетом, высушивают на солнце и/или с использованием ультрафиолета, и растирают в порошок керамическим пестом.
Последнее в Токио место, производящее угуису-но-фун по государственным стандартам, — магазин традиционной косметики Хякусукэ (яп. 百助), находящийся в Асакусе.

## Спа-процедуры
К помёту для удаления омертвевшей кожи иногда добавляют рисовые отруби. Порошок угуису-но-фун смешивают с водой и разминают в пасту, которую втирают в кожу и затем смывают. Обычно паста не имеет запаха или слегка пахнет мускусом (рисовые отруби помогают нейтрализовать этот запах).
В одном из нью-йоркских спа-центров, предлагающем процедуры с угуису-но-фун, часовой сеанс стоит 180 долларов США.

## Механизм действия
Экскременты камышовки содержат мочевину и гуанин в высокой концентрации. Мочевина используется в косметической индустрии для увлажнения кожи, гуанин при нахождении на коже придаёт ей сияние, однако эффект длится, только пока угуису-но-фун находится непосредственно на коже.
Утверждения об отбеливающем эффекте угуису-но-фун не доказаны, также неверными являются заявления о том, что гуанин — полезная для кожи аминокислота (гуанин — это азотистое основание).
С другой стороны, благодаря высокому pH угуису-но-фун можно использовать для удаления пятен с ткани.